# カルロス・カンポス
カルロス・カンポス（Carlos Héctor Campos Silva、1937年2月14日 - 2020年11月11日）は、チリ出身の元サッカー選手。ポジションはFW。

## 経歴
選手生活を通してウニベルシダ・デ・チレに在籍し、クラブ歴代1位の183得点を挙げた。同時期のウニベルシダ・デ・チレには、1962年のFIFAワールドカップで得点王に輝いたレオネル・サンチェスも在籍していた。ワールドカップには1962 FIFAワールドカップと1966 FIFAワールドカップの2回出場し、母国開催の1962年には3位に入った。
クラブやチリ代表の試合で得点すると、クラブの頭文字である「U」の文字を表現した。
2020年11月11日に病気の為、死去。83歳没。

## タイトル
- ウニベルシダ・デ・チレ
  - プリメーラ・ディビシオン 6回
    - 1959,1962,1964,1965,1967,1969
- チリ代表
  - 1962 FIFAワールドカップ 3位